# Ponti di Firenze
I ponti di Firenze oltrepassano il fiume Arno dalla riva destra, dove sorgeva la città, all'Oltrarno sulla riva sinistra, che ebbe un carattere più popolare fino a quando Cosimo I vi trasferì la sua residenza nel XVI secolo dopo l'acquisto di Palazzo Pitti.
Tutti, con la sola eccezione di Ponte Vecchio, furono distrutti dai tedeschi nella notte tra il 3 ed il 4 agosto 1944, con l'Operazione Feuerzauber (in italiano “incantesimo di fuoco”), e venendo ricostruiti in seguito.
L'elenco comprende i ponti costruiti sull'Arno nel centro cittadino o nelle immediate vicinanze nell'ordine in cui si incontrano discendendo il fiume. Per i ponti più periferici e moderni (costruiti ex novo a partire dagli anni 1960) vedi Arno.

## Elenco dei ponti di Firenze da monte a valle

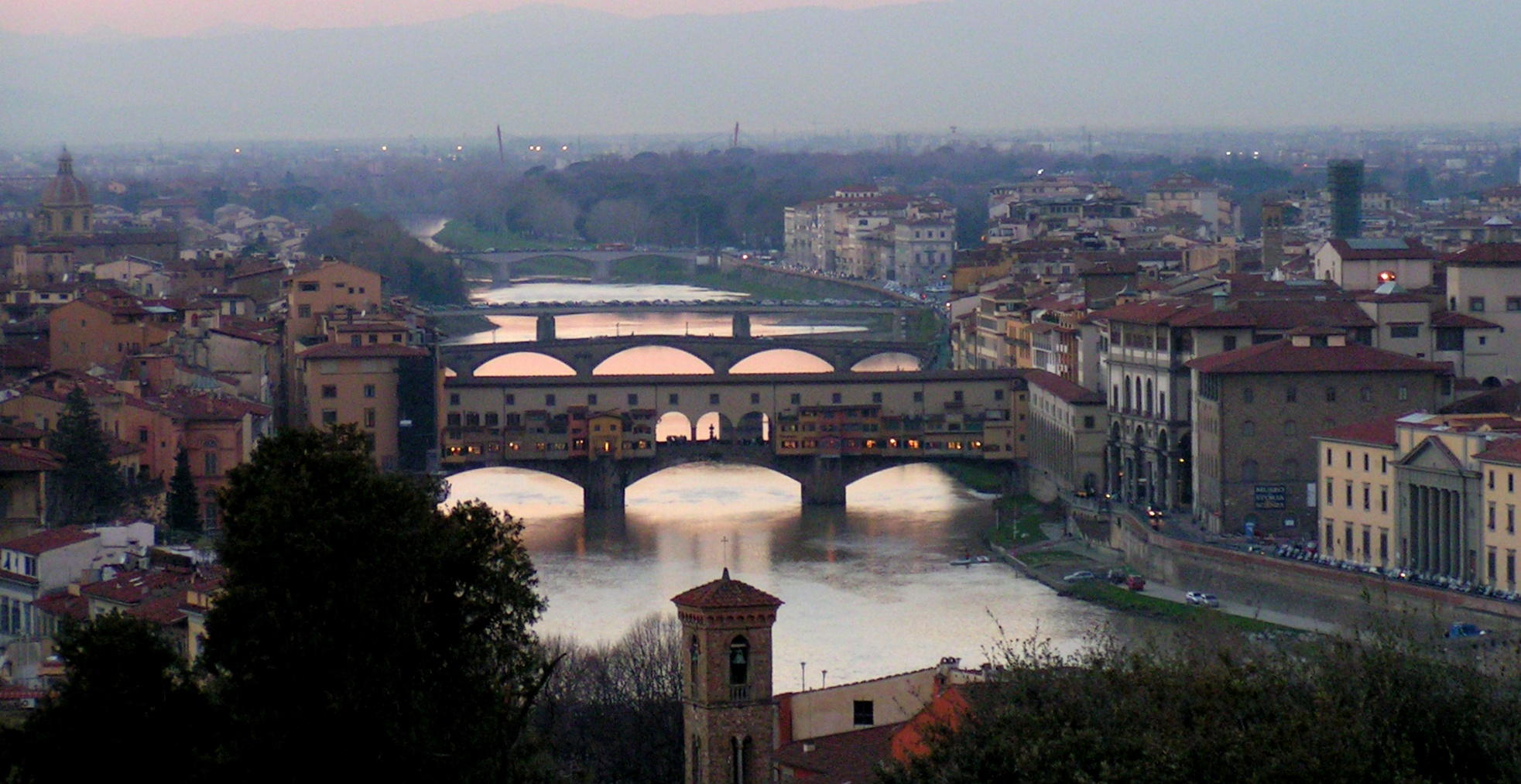
Veduta dell'Arno da Piazzale Michelangelo

- Ponte ferroviario dell'Alta Velocità Firenze - Roma.
- Ponte di Varlungo  - Intitolato a Marco Polo, permette il raccordo tra la Strada provinciale 127 e l'autostrada (entrata Firenze Sud). Lungo 375 metri, di fattura moderna, ha un'altezza massima di 18 metri, la sua unica campata ha una luce di 127 metri.
- Ponte Giovanni da Verrazzano - Vicino al Ponte di San Niccolò unisce il Quartiere di Gavinana al Quartiere del Campo di Marte tramite il Lungarno Cristoforo Colombo e Piazza Ravenna. Fu costruito negli anni '60.
- Ponte di San Niccolò - Il primo ponte, intitolato a San Fernando, venne costruito tra il 1836 e il 1837 dalla ditta Séguin come ponte sospeso (come il ponte San Leopoldo, oggi sostituito dal ponte alla Vittoria). Ricostruito con il nome attuale nel 1890 per permettere il passaggio del tram, fu poi chiuso 1939. Un ponte provvisorio, costruito nel 1944 dagli Alleati, fu infine smontato per la costruzione dell'attuale ponte, edificato nel 1949 su progetto dell'ingegner Riccardo Morandi.
- Ponte alle Grazie - Terzo ponte realizzato a Firenze in muratura, fu costruito nel 1237 interamente in pietra, con nove arcate, nel punto più ampio del fiume; Allora, dal podestà Rubaconte da Mandello che ne iniziò la costruzione, era detto Ponte a Rubaconte;  superò la violenta alluvione del 1333 e nel 1347 due delle arcate sulla riva sinistra furono chiuse per ampliare piazza dei Mozzi. Sopra i pilastri sorsero, già a partire dal 1292 numerose cappelle, romitori e botteghe, tra le quali c'era una con una Madonna detta Santa Maria alle Grazie (fine XIII-inizi XIV secolo), da cui il ponte prende il nome attuale. Gli edifici che vi sorgevano furono demoliti nel 1876 per consentire il passaggio del tram. Distrutto dai tedeschi nel 1944, l'anno seguente fu bandito un concorso per la ricostruzione (completata nel 1957), vinto dagli architetti G. Michelucci, E. Detti, R. Gizdulich e D. Santi e dall'ingegnere P. Melucci.

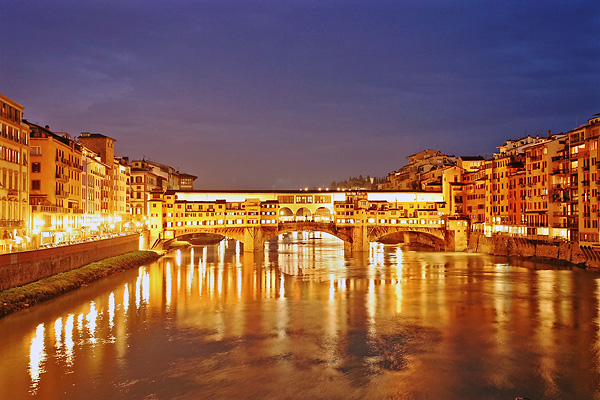
Ponte Vecchio

- Ponte Vecchio - Il ponte è uno dei simboli della città di Firenze e attraversa il fiume nel suo punto più stretto. La prima costruzione risale all'epoca romana, ma fu più volte danneggiato dalle alluvioni del fiume: dopo quella violentissima del 1333, venne ricostruito nel 1345 ad opera di Taddeo Gaddi e Neri Fioravanti, a tre arcate, con il passaggio fiancheggiato da due file di botteghe artigiane. È l'unico ponte di Firenze che non venne fatto saltare dai tedeschi durante la ritirata del 1944. A questo proposito, alcune fonti riportano[3] che l'ordine di salvare Ponte Vecchio fu dato direttamente da Adolf Hitler che ne era rimasto affascinato dopo averlo visto durante la sua visita in Italia nel maggio del 1938. Un'altra spiegazione potrebbe essere l'inutilità della demolizione; il ponte, con l'enorme massa delle sue sovrastrutture, avrebbe colmato il letto del fiume consentendo comunque il passaggio.

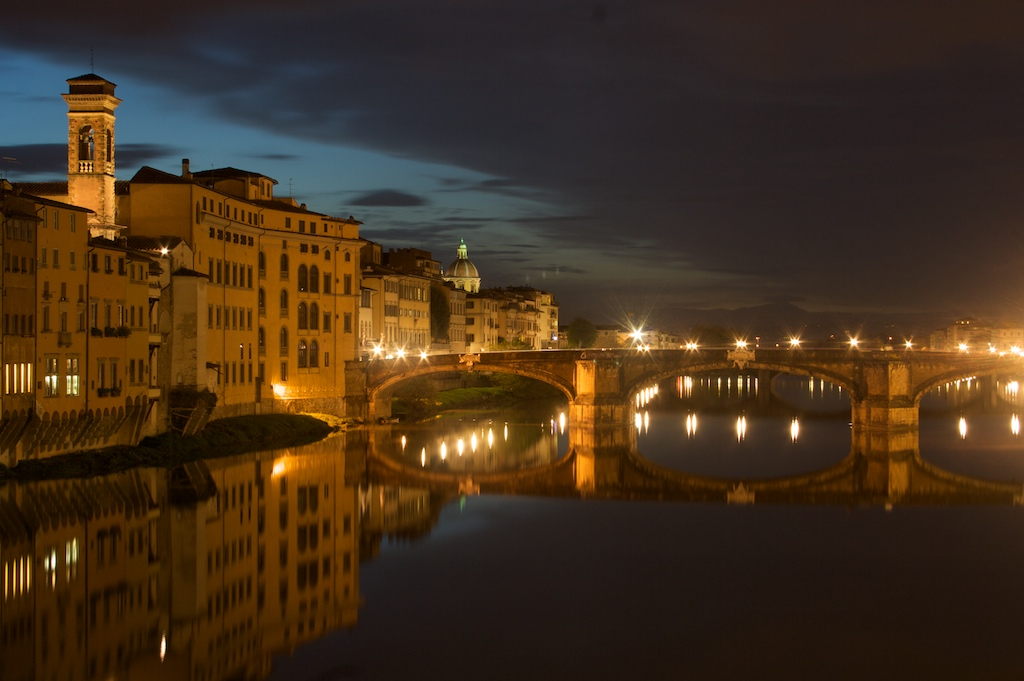
Ponte Santa Trinita

- Ponte Santa Trinita - Il ponte prende il nome dalla chiesa della Santa Trìnita (con l'accento spostato sulla prima sillaba). Il primo ponte in legno, la cui costruzione fu finanziata dal nobile Lamberto Frescobaldi, risale al 1252. Crollato nel 1259 fu sostituito da un ponte in pietra, travolto dall'alluvione del 1333. La ricostruzione si prolungò dal 1346 al 1415, ma una nuova alluvione distrusse nuovamente il ponte nel 1557. Bartolomeo Ammannati ricevette l'incarico da Cosimo I di ricostruire il ponte con un progetto che vide l'aiuto (pare) anche di Michelangelo.L'innovazione strutturale che rese famoso il ponte è la caratteristica linea (detta a manico di paniere nei documenti d'epoca) dell'arcata, un'innovazione anche stilistica manierista; i lavori iniziati nel 1567 furono completati nel 1571. Alle estremità furono collocate nel 1608 le statue delle Quattro Stagioni, in occasione delle nozze di Cosimo II con Maddalena d'Austria. Dopo la distruzione dovuta alla ritirata tedesca del 1944 fu ricostruito tra il 1955 e il 1958 su progetto di R. Gizdulich e dell'ingegner Brizzi, copia fedele del ponte distrutto (dopo lunghe discussioni sulla particolare curva delle arcate). Solo nel 1961 fu recuperata sul fondo del fiume la testa della statua della Primavera, ora ricollocata al suo posto.

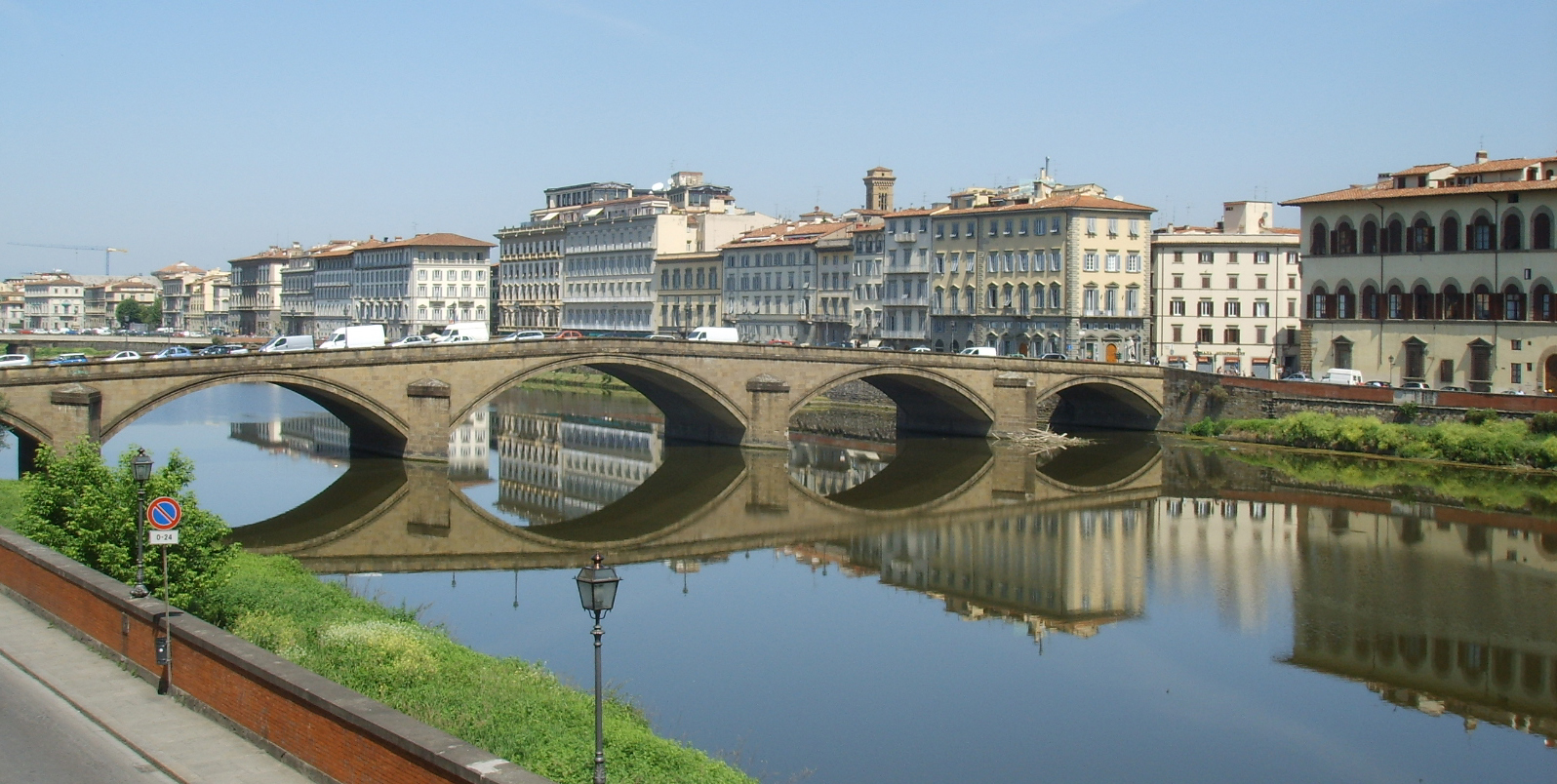
Ponte alla Carraia

- Ponte alla Carraia - Il ponte fu costruito in legno nel 1218 con il nome di "Ponte nuovo"; distrutto dall'alluvione del 1269 fu ricostruito con piloni in pietra e carreggiata in legno e nuovamente distrutto nella piena del 1333. Nuovamente ricostruito fu il secondo ponte cittadino interamente in pietra e presentava due piccole cappelle alle estremità.  Il nome attuale deriva dalla possibilità di percorrerlo con i carri. Per ordine di Cosimo I il ponte fu allargato e rinforzato da Bartolomeo Ammannati dopo aver subito danni nell'alluvione del 1557. Nel 1867 vi furono aggiunti due marciapiedi a sbalzo. Dopo la distruzione per la ritirata dei tedeschi nel 1944 fu ricostruito su progetto di E.Fagioli tra il 1948 e il 1952 e per la sua accentuata curvatura fu soprannominato "il ponte gobbo".
- Ponte Amerigo Vespucci - Un primo ponte al servizio del quartiere di San Frediano ("ponte di via Melegnano") fu installato nel 1949, quando su piloni in muratura vennero appoggiati i materiali provenienti dai ponti sospesi collocati dopo le distruzioni della ritirata tedesca al posto del ponte alla Carraia e del ponte San Niccolò, che stavano per essere ricostruiti definitivamente. Tra il 1952 e il 1954 si svolse quindi il concorso per la costruzione del nuovo ponte, poi realizzato tra il 1955 e il 1957 sul progetto degli architetti Giorgio Giuseppe Gori, Enzo Gori ed Ernesto Nelli e dell'ingegner Riccardo Morandi.

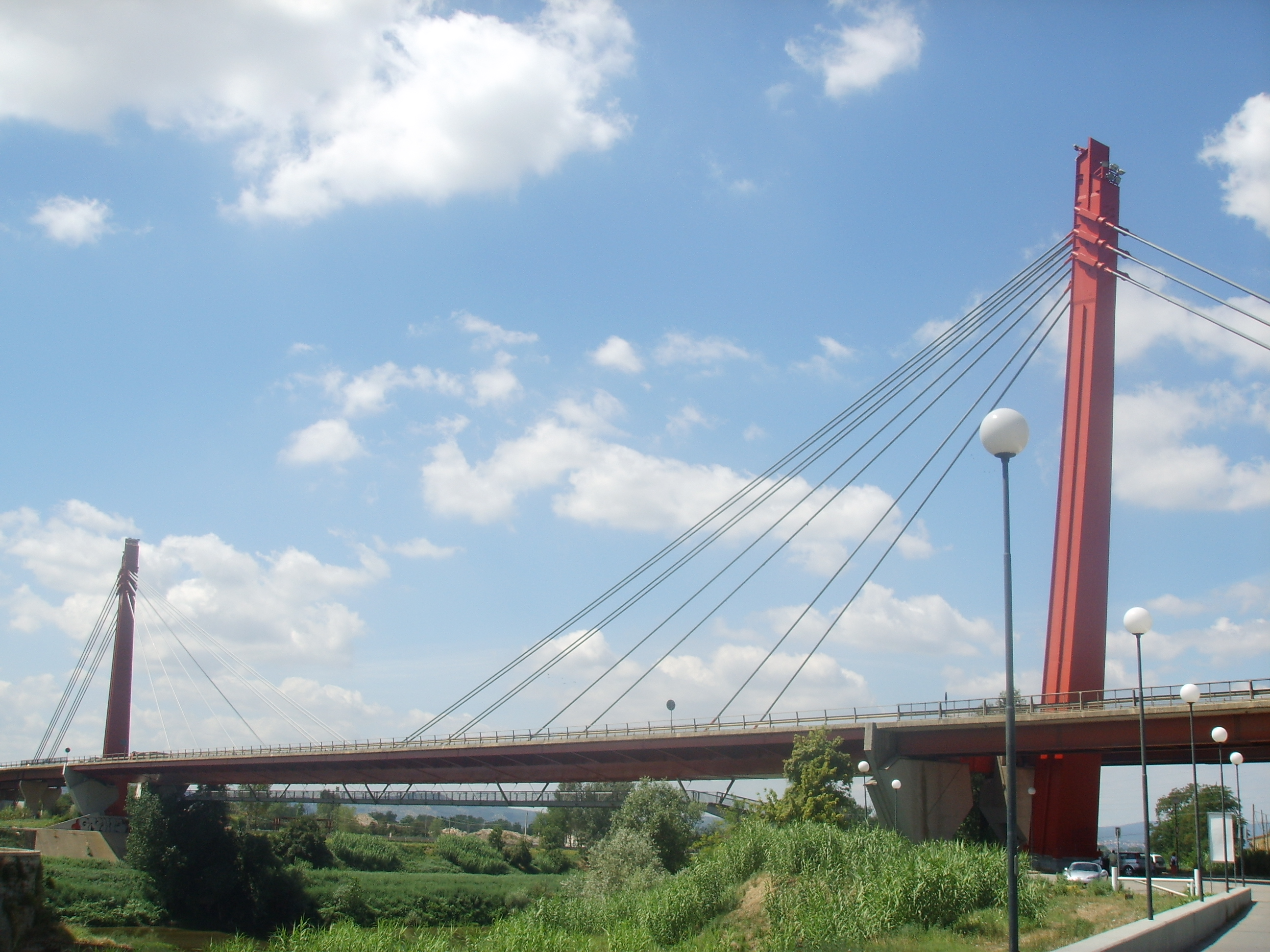
Ponte all'Indiano

- Ponte alla Vittoria - Per volere del granduca Leopoldo II un ponte sospeso fu costruito nel 1836 dalla ditta Séguin, e fu intitolato a San Leopoldo. Nel 1932 fu sostituito da un ponte in muratura che venne poi distrutto dai tedeschi durante la ritirata del 1944 e quindi ricostruito nelle forme attuali e cambiando nome nel 1946.
- Ponte della tramvia - Unisce piazza Paolo Uccello con il viale Stendhal nel Parco delle Cascine, consentendo l'attraversamento dell'Arno alla linea T1 della Tranvia.
- Passerella dell'Isolotto - Detta anche delle Cascine, unisce il quartiere dell'Isolotto (Lungarno dei Pioppi) con il Parco delle Cascine (Piazzale Kennedy). Progettata dagli ingegneri Carlo Damerini e Vittorio Scalesse è stata realizzata nel 1962. Pur essendo una passerella pedonale, è tollerato il transito di moto e scooter che rendono questo ponticello piuttosto trafficato, specie nella prima mattinata (e in particolare il martedì quando si tiene il grande mercato delle Cascine). La Passerella ha subito lavori di manutenzione negli anni. Nel 2015, fatta una valutazione sulla tenuta e la capacità di portata, la corsia utile è stata ristretta con delle transenne. Nel 2018 dopo diversi mesi di chiusura per lavori di manutenzione è stata riaperta.
- Ponte all'Indiano - chiamato anche Viadotto o Ponte dell'Indiano, inaugurato il 10 marzo 1978, è uno dei più recenti tra i ponti di Firenze, che unisce i quartieri di Peretola e dell'Isolotto tramite una strada a scorrimento veloce che supera il fiume Arno.
- Ponte dell'autostrada A1.
- Passerella Badia a Settimo/San Donnino - Passerella ciclopedonale che collega la frazione di Badia a Settimo (Comune di Scandicci) con la frazione di San Donnino (Comune di Campi Bisenzio), inaugurata giovedì 7 aprile 2022 dall'allora Sindaco Metropolitano Dario Nardella con i Sindaci di Scandicci Sandro Fallani, di Campi Bisenzio Emiliano Fossi, di Signa Giampiero Fossi e di Lastra a Signa Angela Bagni, dal Presidente della Regione Toscana Eugenio Giani e dai rappresentanti di Rete Ferroviaria Italiana (Gruppo FS Italiane).

## Sul Mugnone
- Ponte Rosso - ha questo nome dall'antico ponte in mattoni rossi sul torrente Mugnone, fuori dalla porta San Gallo, sostituito nel 1868 con l'attuale in pietra.